# Таган (село)
Таган (рос. Таган) — село у Чановському районі Новосибірської області Російської Федерації.
Входить до складу муніципального утворення Таганська сільрада. Населення становить 480 осіб (2010).

## Історія
Згідно із законом від 2 червня 2004 року органом місцевого самоврядування є Таганська сільрада.

## Населення
| 1996 | 2002 | 2007 | 2010 |
| ---- | ---- | ---- | ---- |
| 900  | ↘576 | ↘568 | ↘480 |